# بورلينغتون (الولايات المتحدة الأمريكية)
بورلينغتون هي مدينة، في الولايات المتحدة الأمريكية، تتبع مقاطعة بورلينغتون، هي عاصمة West Jersey ‏، بلغ عدد سكانها 9,736 نسمة، تبلغ مساحتها 9.792943 كيلومتر مربع، رمزها البريدي هو 08016.

## التركيبة السكانية
حدّد مكتب تعداد الولايات المتحدة بيانات التركيبة السكانية لبورلينغتون في تعداد الولايات المتحدة. في ما يلي، التركيبة السكانية حسب تعدادي 2000 و2010.

### تعداد عام 2000
بلغ عدد سكان بورلينغتون 9,736 نسمة بحسب تعداد عام 2000، وبلغ عدد الأسر 3,898 أسرة وعدد العائلات 2,521 عائلة مقيمة في المدينة. في حين سجلت الكثافة السكانية 994.5 نسمة لكل كيلومتر مربع (2,575.7/ميل2). وبلغ عدد الوحدات السكنية 4,181 وحدة بمتوسط كثافة قدره 427.1 لكل كيلومتر مربع (1,106.2/ميل2).
وتوزع التركيب العرقي للمدينة بنسبة 68.18% من البيض و26.62% من الأمريكيين الأفارقة و0.27% من الأمريكيين الأصليين و1.28% من الأمريكيين ذوي الأصول الآسيوية و0.01% من سكان جزر المحيط الهادئ و1.29% من الأعراق الأخرى و2.34% من عرقين مختلطين أو أكثر و3.41% من الهسبانيون أو اللاتينيون من أي عرق.
بلغ عدد الأسر 3,898 أسرة كانت نسبة 32.6% منها لديها أطفال تحت سن الثامنة عشر تعيش معهم، وبلغت نسبة الأزواج القاطنين مع بعضهم البعض 41.6% من أصل المجموع الكلي للأسر، ونسبة 17.8% من الأسر كان لديها معيلات من الإناث دون وجود شريك، بينما كانت نسبة 5.3% من الأسر لديها معيلون من الذكور دون وجود شريكة وكانت نسبة 35.3% من غير العائلات. تألفت نسبة 29.9% من أصل جميع الأسر من عدة أفراد يعيشون في نفس المنزل ونسبة 14.3% كانت تتألف من شخص يعيش بمفرده يبلغ من العمر 65 عاماً أو أكثر. وبلغ متوسط حجم الأسرة المعيشية 2.48، أما متوسط حجم العائلات فبلغ 3.09.
بلغ العمر الوسطي للسكان 38.1 عاماً. وكانت نسبة 23.9% من القاطنين تحت سن الثامنة عشر، وكانت نسبة 7.6% بين الثامنة عشر والرابعة والعشرين عاماً، ونسبة 29.6% كانت واقعةً في الفئة العمرية ما بين الخامسة والعشرين والرابعة والأربعين عاماً، ونسبة 21.6% كانت ما بين الخامسة والأربعين والرابعة والستين، ونسبة 16.5% كانت ضمن فئة الخامسة والستين عاماً فما فوق. يوجد لكل 100 أنثى 90.0 ذكر، ويوجد لكل 100 أنثى في الثامنة عشر من عمرها فما فوق 84.0 ذكر.
بلغ متوسط دخل الأسرة في المدينة 43,115 دولارًا، أما متوسط دخل العائلة فبلغ 47,969 دولارًا. وكان متوسط دخل الذكور 38,012 دولارًا مقابل 28,022 دولارًا للإناث. وسجل دخل الفرد الخاص بالمدينة 20,208 دولارًا. وكانت نسبة 5.4% من العائلات ونسبة 8% من السكان تحت خط الفقر، وكان من هؤلاء نسبة 11.4% تحت سن الثامنة عشر ونسبة 7% في الخامسة والستين من العمر وما فوق.

### تعداد عام 2010
بلغ عدد سكان بورلينغتون 9,920 نسمة بحسب تعداد عام 2010، وبلغ عدد الأسر 3,858 أسرة وعدد العائلات 2,437 عائلة مقيمة في المدينة. في حين سجلت الكثافة السكانية 1,013.3 نسمة لكل كيلومتر مربع (2,624.4/ميل2). وبلغ عدد الوحدات السكنية 4,223 وحدة بمتوسط كثافة قدره 431.4 لكل كيلومتر مربع (1,117.3/ميل2).
وتوزع التركيب العرقي للمدينة بنسبة 58.92% من البيض و32.98% من الأمريكيين الأفارقة و0.18% من الأمريكيين الأصليين و2.03% من الأمريكيين ذوي الأصول الآسيوية و0.04% من سكان جزر المحيط الهادئ و2.29% من الأعراق الأخرى و3.56% من عرقين مختلطين أو أكثر و6.50% من الهسبانيون أو اللاتينيون من أي عرق.
بلغ عدد الأسر 3,858 أسرة كانت نسبة 33% منها لديها أطفال تحت سن الثامنة عشر تعيش معهم، وبلغت نسبة الأزواج القاطنين مع بعضهم البعض 37.6% من أصل المجموع الكلي للأسر، ونسبة 20% من الأسر كان لديها معيلات من الإناث دون وجود شريك، بينما كانت نسبة 5.6% من الأسر لديها معيلون من الذكور دون وجود شريكة وكانت نسبة 36.8% من غير العائلات. تألفت نسبة 30.8% من أصل جميع الأسر من عدة أفراد يعيشون في نفس المنزل ونسبة 13.9% كانت تتألف من شخص يعيش بمفرده يبلغ من العمر 65 عاماً أو أكثر. وبلغ متوسط حجم الأسرة المعيشية 2.53، أما متوسط حجم العائلات فبلغ 3.18.
بلغ العمر الوسطي للسكان 38.9 عاماً. وكانت نسبة 23.9% من القاطنين تحت سن الثامنة عشر، وكانت نسبة 8.6% بين الثامنة عشر والرابعة والعشرين عاماً، ونسبة 25.5% كانت واقعةً في الفئة العمرية ما بين الخامسة والعشرين والرابعة والأربعين عاماً، ونسبة 26.4% كانت ما بين الخامسة والأربعين والرابعة والستين، ونسبة 15.7% كانت ضمن فئة الخامسة والستين عاماً فما فوق. وتوزع التركيب الجنسي للسكان بنسبة 46.7% ذكور و53.3% إناث.

## أعلام
- جون بوشامب جونز
- ريتشارد سميث
- تشارلز هال
- جيمس لورانس
- ويليام غريفيث
- جيمس فينيمور كوبر
- جوزيف بلومفيلد
- ويليام كون
- ليديا شيرمان
- تشارلز هنري وارتون